# Antidaphne
Genre
Classification phylogénétique
Antidaphne est un genre végétal de la famille des Eremolepidaceae ou des Santalaceae selon la classification phylogénétique.

## Espèces
- Antidaphne viscoidea Poepp. & Endl.
- Antidaphne wrightii (Griseb.) Kuijt